# 佐竹永邨
佐竹 永邨（さたけ えいそん、弘化2年2月23日〈1845年3月30日〉 - 大正11年〈1922年〉8月7日）は幕末から大正期の南画家。

## 人物
旧姓本間。父は本間松蔵（春雄）、母はキソ、名は信、字は千畝、通称は竹松。永邨は号。磐城白河の生まれ。
はじめに馬弓碧潭について画の手ほどきを受け、地元白河の画人蒲生羅漢に師事した。文久年間に江戸に出て佐竹永海に入門。画力を認められ永海の次女の婿となり佐竹家の分家となる。本家の義兄に佐竹永湖。
維新後も日本美術協会、日本画会、正派同志会などの委員となる。明治10年（1877年）、内国勧業博覧会に『山水』を出品した。大正11年（1922年）没、享年78。谷中霊園に墓がある。弟子に石川寒巌や山本琴嶺がいる。山岡米華にも画の指導をしている。

## 作品
- 「富士筑波之図」明治41年（1908年）